# Mehren (Eifel)

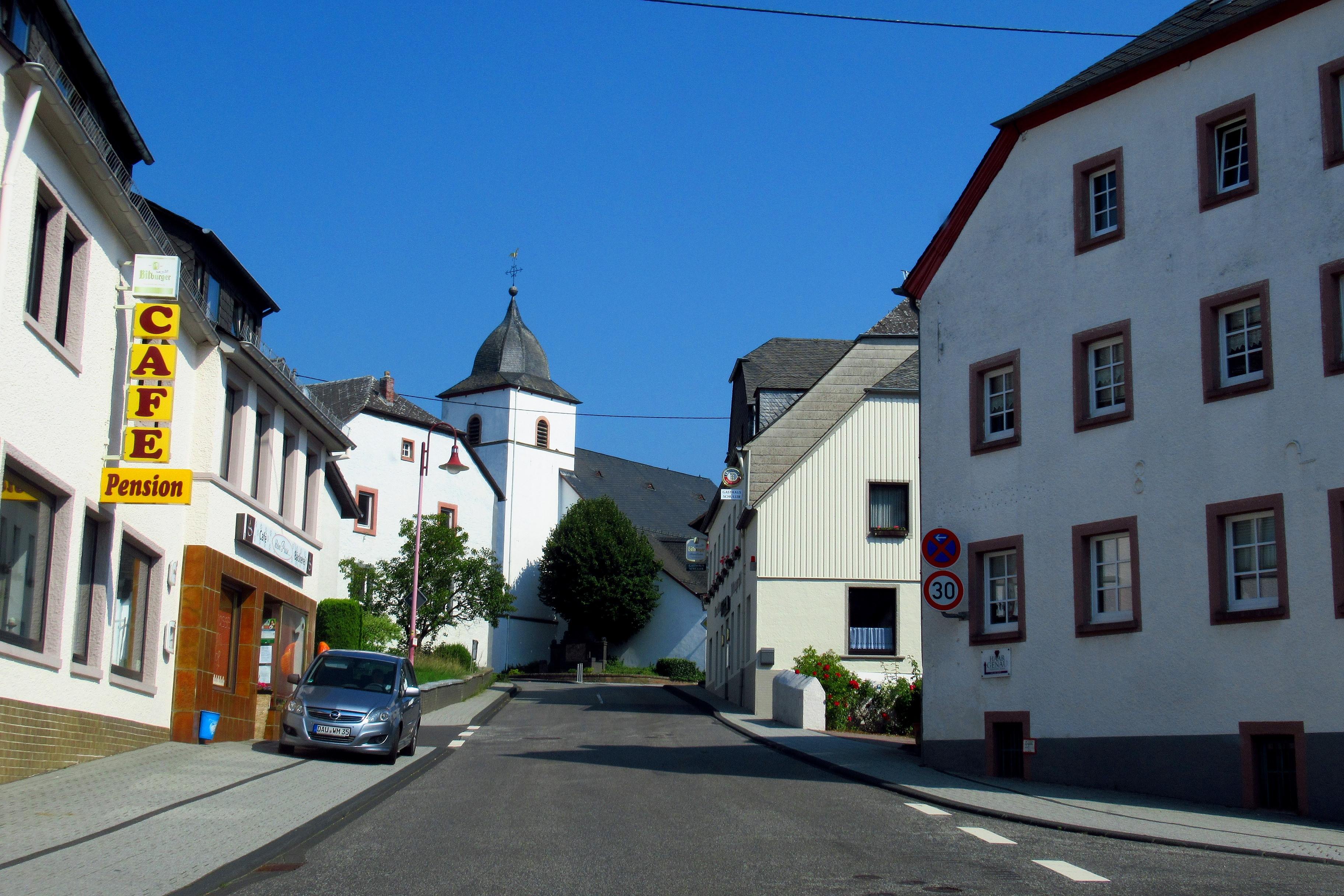
Hauptstraße und Kirche

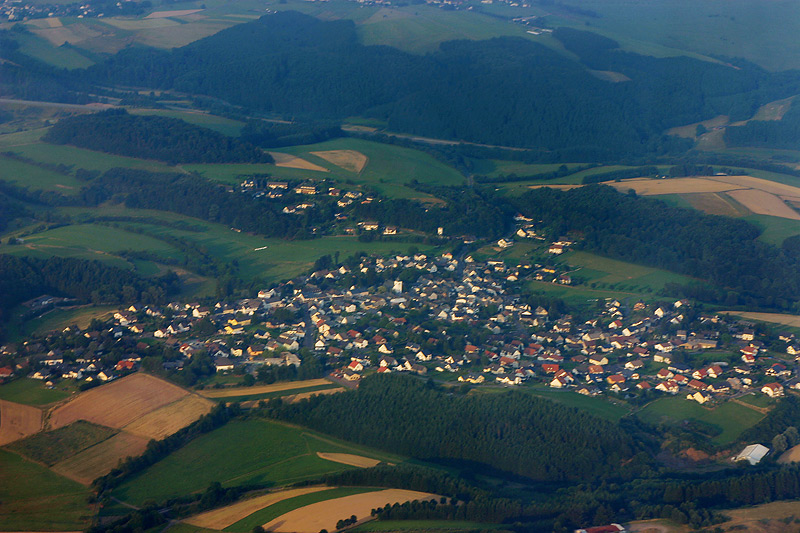
Mehren

Mehren ist eine Ortsgemeinde im Landkreis Vulkaneifel in Rheinland-Pfalz. Sie gehört der Verbandsgemeinde Daun an.

## Geographie

### Lage
Der Ort liegt in der Vulkaneifel am Autobahndreieck Vulkaneifel (A1/A48).
Zu Mehren gehören auch die Wohnplätze Auf der Hardt, Mehrener Mühle, Kirchheimer Hof, Weinfelder Hof, Auf Biedenhof und Hof Zuckerberg.
Nachbarorte sind die Ortsgemeinden Darscheid im Norden, Steiningen und Steineberg im Osten, Ellscheid im Südosten, Saxler und Udler im Süden, Schalkenmehren im Südwesten sowie die Kleinstadt Daun im Nordwesten.

### Klima
Der Jahresniederschlag beträgt 832 mm.

## Geschichte
Siedlungsfunde aus der späten Hallstattzeit um 700 v. Chr. lassen auf eine frühe Besiedlung schließen. Urkundlich wurde das Dorf 1282 und 1284 im Zusammenhang mit Schenkungen an die Abtei Prüm erstmals genannt. In einem Kirchenregister des Kölner Erzbischofs Heinrich von Virneburg aus dem Jahr 1316 wird bereits die Pfarrei „Meren“ erwähnt. Kirchlich gehörte Mehren zum Erzbistum Köln.
Bis zum Ende des 18. Jahrhunderts gehörte Mehren landesherrlich zum Kurfürstentum Trier und stand unter der Verwaltung und der Gerichtsbarkeit des Amtes Daun. Mehren war Sitz einer Zenterei.
Im Jahr 1794 wurde das Linke Rheinufer im ersten Koalitionskrieg von französischen Revolutionstruppen besetzt. Von 1798 bis 1814 gehörte Mehren zum Kanton Daun im Saardepartement.
Auf dem Wiener Kongress (1815) kam die Region an das Königreich Preußen, Mehren wurde 1816 dem neu errichteten Kreis Daun im Regierungsbezirk Trier zugeordnet und von der Bürgermeisterei Daun verwaltet.
Als Folge des Ersten Weltkriegs war die gesamte Region dem französischen Abschnitt der Alliierten Rheinlandbesetzung zugeordnet. Nach dem Zweiten Weltkrieg wurde die Gemeinde Mehren innerhalb der französischen Besatzungszone Teil des damals neu gebildeten Landes Rheinland-Pfalz.
Bevölkerungsentwicklung
Die Entwicklung der Einwohnerzahl, die Werte von 1871 bis 1987 beruhen auf Volkszählungen:
| Jahr | Einwohner |
| ---- | --------- |
| 1815 | 510       |
| 1835 | 724       |
| 1871 | 671       |
| 1905 | 769       |
| 1939 | 761       |
| 1950 | 845       |
| 1961 | 869       |

| Jahr | Einwohner |
| ---- | --------- |
| 1970 | 1.002     |
| 1987 | 1.094     |
| 1997 | 1.338     |
| 2005 | 1.423     |
| 2011 | 1.418     |
| 2017 | 1.439     |
| 2023 | 1.440     |

## Politik

### Gemeinderat
Der Gemeinderat in Mehren besteht aus 16 Ratsmitgliedern, die bei der Kommunalwahl am 9. Juni 2024 in einer personalisierten Verhältniswahl gewählt wurden, und dem ehrenamtlichen Ortsbürgermeister als Vorsitzendem.
Die Sitzverteilung im Gemeinderat:
| Wahl | SPD | CDU | GRÜNE | WG Kreutz | Gesamt   |
| ---- | --- | --- | ----- | --------- | -------- |
| 2024 | 2   | 8   | –     | 6         | 16 Sitze |
| 2019 | 5   | 8   | 3     | –         | 16 Sitze |
| 2014 | 9   | 7   | –     | –         | 16 Sitze |
| 2009 | 5   | 11  | –     | –         | 16 Sitze |
| 2004 | 5   | 11  | –     | –         | 16 Sitze |

### Bürgermeister
Christof Klaus Kreutz (Wählergruppe Kreutz) wurde bei der Direktwahl am 9. Juni 2024 mit einem Stimmenanteil von 56,4 % Ortsbürgermeister von Mehren.
Sein Vorgänger, Erwin Umbach (SPD) war seit Juli 2014 Ortsbürgermeister gewesen. Umbachs Vorgänger Josef Ring (CDU) hatte das Amt 30 Jahre ausgeübt, war 2014 aber nicht mehr als Ortsbürgermeister angetreten.

### Wappen
| Wappen von Mehren | Blasonierung: „Schild von Silber und Grün gespalten. Vorne ein rotes Balkenkreuz, hinten eine silberne, nach links gewendete Axt.“ |
| Wappen von Mehren | |

## Kultur und Sehenswürdigkeiten

### Musik
- Der „Musikverein Mehren 1957 e. V.“ kann auf ältere Vorläufer zurückblicken, die erste Blaskapelle gab es bereits 1897 im Ort. Mit seinem Blasorchester gibt der Verein den öffentlichen, kirchlichen und privaten Festen und Feiern einen musikalischen Rahmen.[9]

### Sport
- Der Sportverein „SV Mehren 1932 e. V.“ veranstaltet jährlich den Crosslauf Vulkaneifel, den Lehwaldlauf und ein Sportfest am Sportplatz Mehren.[10] Ab 1985 wurde er dabei durch den Verein „Freunde und Förderer des Sportvereins Mehren“ unterstützt, der am 12. November 2001 durch den „Förderverein Sport & Spiel im SV Mehren“ abgelöst wurde.[11]
- Der „Tennisclub Blau-Weiß Mehren e. V.“ hat 44 Mitglieder (Stand: 2020) und bietet in den Sommermonaten Trainingsstunden für Kinder und Senioren an. Von den drei Sandplätzen oberhalb des Mehrener Sportplatzes werden aktuell zwei genutzt.[12]

### Bauwerke

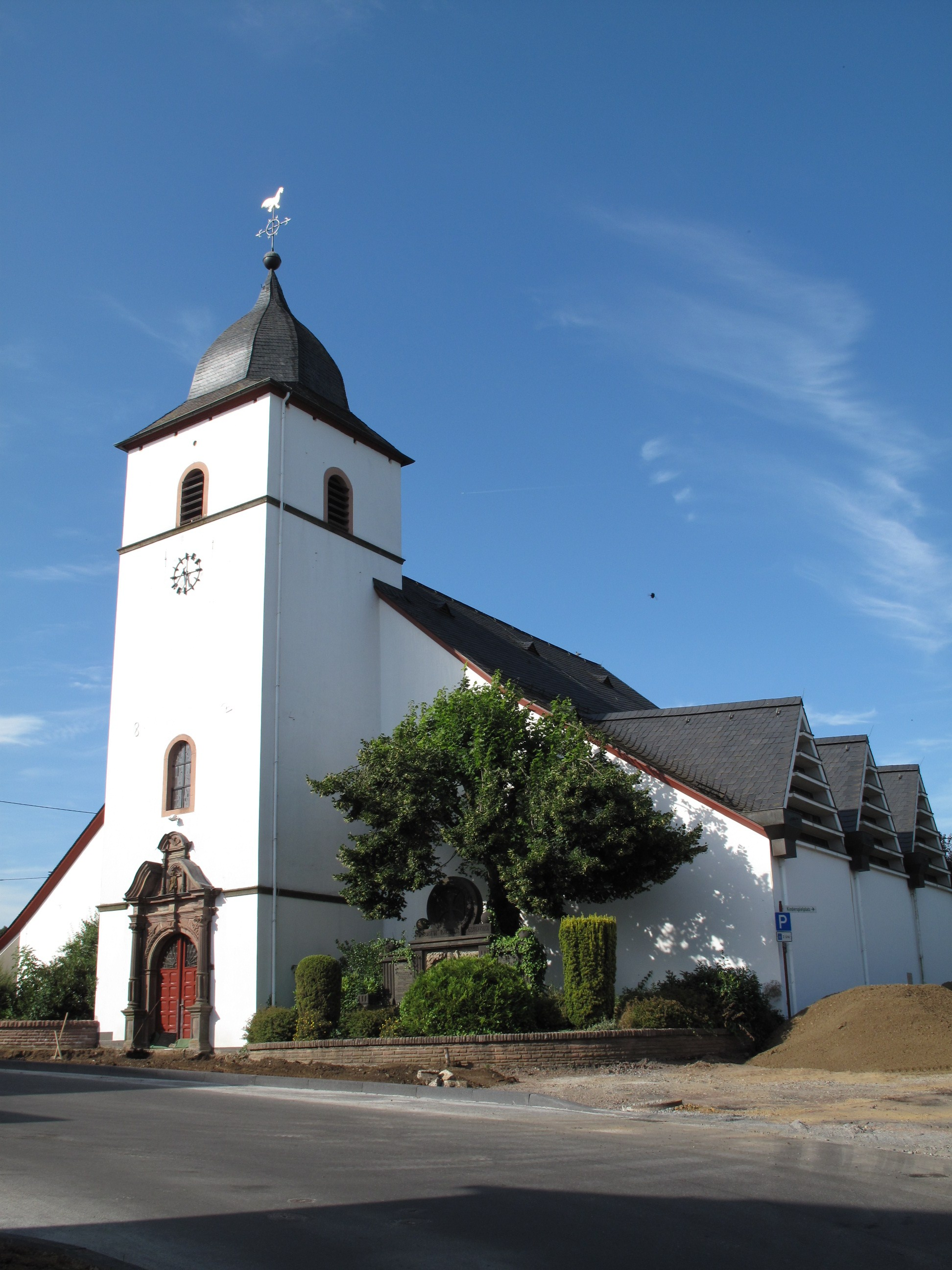
Kirche (2009)

In der Denkmalliste des Landes Rheinland-Pfalz (Stand: 2023) sind folgende Kulturdenkmäler ausgewiesen:
- Römisch-katholische Pfarrkirche St. Matthias in der Hauptstraße, Westturm (1825), Schiff (1965/66) mit einbezogenen ehemaligen Chor (1534), Portal (um 1700)
- Sieben Häuser verschiedener Bauformen aus dem 17. bis 19. Jahrhundert
- Zwei Heiligenhäuschen in der Gemarkung

Siehe auch: Liste der Kulturdenkmäler in Mehren

### Naturdenkmale
Südlich von Mehren, in der Flur Am Mühlenberg, sind als Naturdenkmal eine Esche sowie eine Fichte ausgewiesen.
Siehe auch: Liste der Naturdenkmale in Mehren

## Wirtschaft und Infrastruktur

### Medien
Die Dorfzeitung „Merrener Bläätje“ erscheint seit Juni 2019 viermal im Jahr. Eine Druckauflage von 800 Exemplaren (Stand: März 2024) wird kostenlos an alle Haushalte des Ortes verteilt, zusätzlich steht die Publikation auch online zur Verfügung. Die Erstellung übernimmt ein unabhängiges Redaktionsteam, als Herausgeber fungiert die Ortsgemeinde.

### Bildung
In Mehren sind eine Kindertagesstätte mit 115 Plätzen sowie eine zweizügige Ganztagsgrundschule vorhanden, die als Einzugsbereich auch die umliegenden Orte umfassen. In der „Alten Schule“ ist die Gemeinde-Bücherei angesiedelt.

### Verkehr
Mehren liegt an der Landesstraße 68, mit der sich im Ort die Kreisstraße 16 kreuzt. Nordöstlich von Mehren befindet sich das Autobahndreieck Vulkaneifel (A1/A48).